# Боже, бережи короля
God Save the King або God Save the Queen (в українському перекладі Боже, бережи короля або Боже, бережи королеву) є неофіційним гімном Великої Британії. Використання пісні як національного гімну ніколи не було затверджено ані королівським указом, ані постановою Парламенту, однак вона використовується за традицією. Пісня також є одним із двох національних гімнів Нової Зеландії, королівським гімном Австралії, Канади, Ямайки і острова Мен. Слова гімну змінюються залежно від того, хто править країною — король чи королева; залежно від статі монарха, гімн може бути як «Боже, бережи короля», так і «Боже, бережи королеву».

## Слова гімну
God save our gracious King,
Long live our noble King,
God save the King:
Send him victorious,
Happy and glorious,
Long to reign over us:
God save the King.
O Lord, our God, arise,
Scatter his enemies,
And make them fall.
Confound their politics,
Frustrate their knavish tricks,
On Thee our hopes we fix,
God save us all.
Thy choicest gifts in store,
On him be pleased to pour;
Long may he reign:
May he defend our laws,
And ever give us cause
To sing with heart and voice
God save the King.

## Поетизований переклад
Боже, милостивого Короля бережи, 

Продовж його величаві дні,

Боже, Короля бережи.

Дай йому ратних перемог,

Щастя i слави,

Царства його безліч років над нами,

Боже, Короля бережи.

Господи наш, ти прийди,

Ворогів ти його розжени,

До загибелі їх підштовхни,

Сплутай діяння їх,

Задум планів, підлих i злих,

З надією до Тебе звертаємось ми,

Боже, всіх нас бережи.
Ти наповняєш життя дарами

Благо його розділяєш між нами.

Царства твої нехай множаться дні.

Законів опорою будуть вони

Хвалу на віки співатимуть всі

Серцем і словом кажемо ми:

«Боже, Короля нам збережи!»